# Central hidroelèctrica de Molinos
La Central hidroelèctrica de Molinos és una central hidroelèctrica construïda per l'empresa Energia Elèctrica de Catalunya que entrà en funcionament el 4 de maig de 1919. Està situada al poble de Molinos, pertanyent al municipi de la Torre de Cabdella, al Pallars Jussà; la central de Molinos es troba al curs del riu Flamisell i uns 7 quilòmetres més avall de la central hidroelèctrica de Capdella. És una central d'aigua fluent, perquè és alimentada per un canal de derivació originat al riu Flamisell i una part de l'aigua turbinada de la central de Capdella. La central fou la segona construcció hidroelèctrica que emprengué Energia Elèctrica de Catalunya durant el boom constructor elèctric de la dècada 1910-1920, que permeté abastir a la indústria catalana d'electricitat i impulsar la segona revolució industrial a Catalunya. Actualment (2019) és operada per l'empresa Hidrodata. És una obra declarada Bé Local d'Interès Cultural.
La central de Molinos compleix dues funcions:
- Producció d'energia hidroelèctrica. Quan entra en funcionament també arrossega la central de la Plana de Mont-ros, situada aigües avall i que en depèn directament.
- Regulació de cabal. Modulació dels cabals de la central de la Plana de Mont-ros atès que aquesta no té regulació hidràulica pròpia.

## Antecedents
Energia Elèctrica de Catalunya, un cop posada en marxa la central hidroelèctrica de Capdella, va continuar amb els seus plans basats en les concessions d'aprofitament hidroelèctrica del riu de Flamisell. L'empresa partia de l'assumpció que si continuava l'índex de creixement del consum elèctric a Catalunya tal com ho havia fet en els anys precedents era possible preveure que per a l'any 1922 l'empresa necessitaria produir uns 200 MWh. El conjunt de la producció anual d'origen hidroelèctric oscil·lava entre 85 i 105 MWh, i la producció tèrmica procedent de la Central tèrmica de Sant Adrià de Besòs podia arribar a un màxim de 55 MWh (poc rendibles pel preu creixent del carbó). Amb aquesta perspectiva l'empresa va planejar un programa de creixement de la producció hidroelèctrica, que passava per l'aprofitament del segon salt del Flamisell, amb el qual podria arribar a produir anualment entre 25 i 30 MWh addicionals.

### Concessions hidroelèctriques
El 1906 Pere Trepat i Galceràn  sol·licità la concessió d'aprofitament de 3.500 litres d'aigua per segon procedent dels estanys de capçalera de Capdella. Abans de ser concedida, Josep Alegriu i Capmany li va comprar els drets, i posteriorment aquest els traspassà a  Cristòfol Massó, cunyat d'Emili Riu, polític, home de negocis i futur promotor d'Energia Elèctrica de Catalunya. La concessió del salt fou concedida el 13 de març de 1911 Es preveia construir una presa 200 metres aigües avall del punt on el riu de Riqüerna conflueix amb el Flamisell.
Aquesta era una de les concessions d'aprofitament hidràulic que  Cristòfol Massó va aportar com a soci quan es va constituir Energia Elèctrica de Catalunya 18 de novembre de 1911. En el desembre de 1918 es va concedir a l'empresa una ampliació de cabal, passant dels 3.500 als 7.000 litres per segon.

## Construcció
La construcció d'aquesta central, iniciada l'any 1916, va requerir un gran nombre de treballadors; el ritme de les obres va ser frenètic amb més de 1.200 obrers treballant directament i més de 250 a la fàbrica de ciment de la Pobla de Segur. La cimentera aprofitava unes canteres properes de roca calcària i el carbó de les mines de Sossís, la producció de les quals travessava el Noguera Pallaresa gràcies a un telefèric industrial.
Al juny de 1918 les obres donaven feina a més de 1.800 treballadors, fet que va obligar a construir una colònia obrera, com en el cas de l'anterior central hidroelèctrica de Capdella. Però la terrible epidèmia de grip espanyola que flagel·là tot Europa durant 1918 va afectar negativament el ritme dels treballs; fins i tot el seu director, l'enginyer Sr. Wyder, va ser una de les víctimes. Per tot plegat la construcció de la central no finalitzà fins al 1919, tot i que les obres es consideraven acabades a la tardor de 1921.

## Components de la central

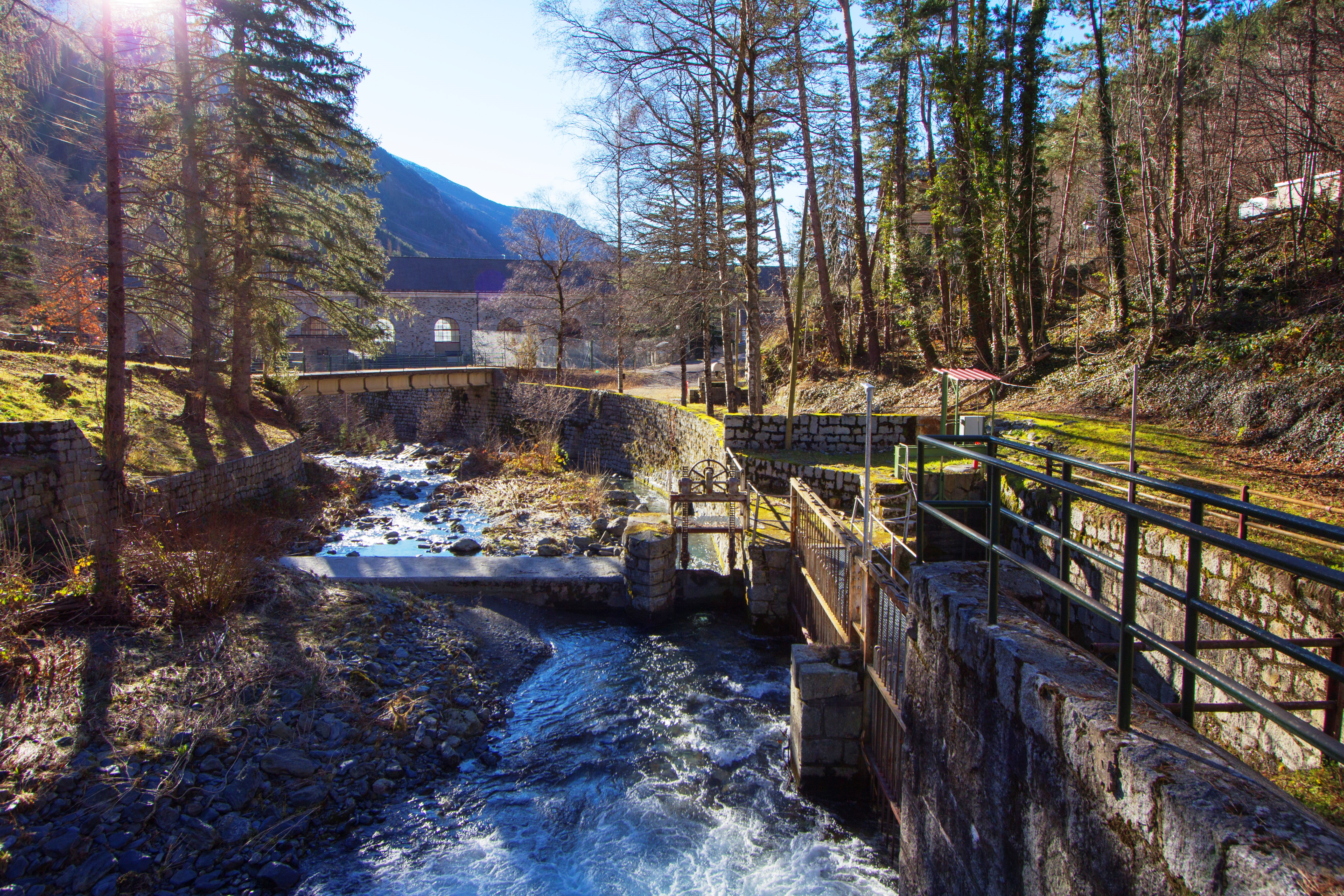
Resclosa en el riu Flamisell i inici del canal de derivació a la dreta, amb la Central de Capdella al fons

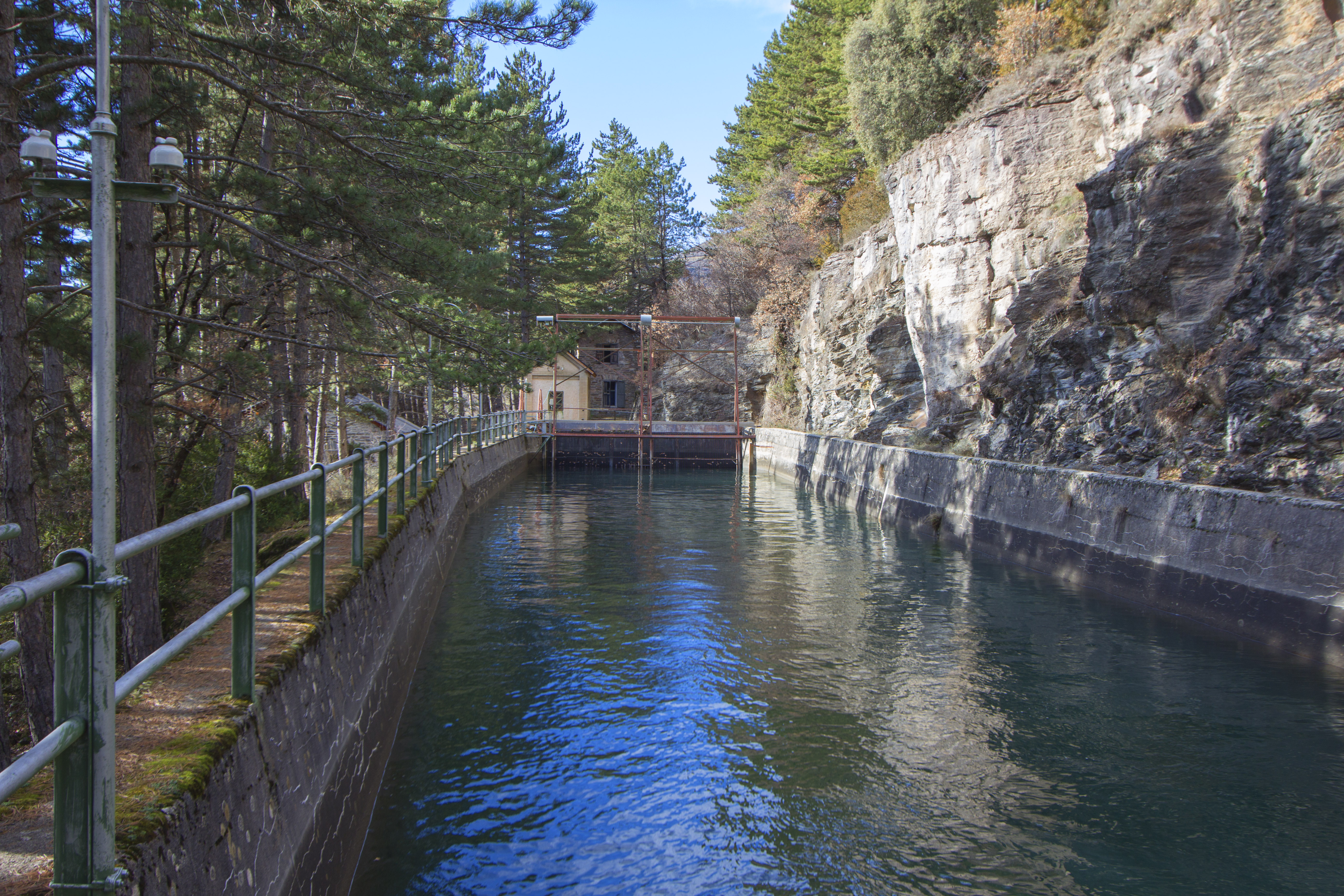
Dipòsit regulador previ a la canonada forçada

### Conca de captació i canalització
La captació de l'aigua per a la central procedeix de 3 conques diferents:
- Conca alta del Flamisell. El Flamisell neix al pantà de Sallente i recull aigua de diversos barrancs; per la marge esquerra proceceixen del Montsent de Pallars i per la dreta de Fontsobiranes i Costa Panosa. Al Flamisell hi desaigua per la dreta el Riqüerna un centenar de metres abans de l'inici del canal de derivació de la central de Molinos.

- Conca del Riqüerna. És una conca àmplia, que abasta la zona lacustre de l'estany de Francí que alimenten el barranc de Francí, i la del Barranc de Coma del Port. Els dos barrancs s'uneixen al Salt de Rus i formen el riu de Riqüerna que just abans d'incorporar-se al Flamisell rep les aigües del Filià.

- Conca del Filià. Filià és una vall amb una petita zona lacustre a la seva part superior, en la que neix el riu de Filià, el qual baixa per la vall fins a desaiguar al tram final del riu de Riqüerna, en el Pont de la Mola.

- Addicionalment una part de l'aigua de la sortida del desguàs de turbines de la central hidroelèctrica de Capdella s'incorpora al canal de derivació.

El punt de recollida d'aigua de la central de Molinos és a l'assut situat 200 metres aigües amunt de la central de Cabdella, que eleva el nivell de l'aigua i la deriva a una resclosa on és filtrada a través d'un sedàs que la neteja de fulles, pedres i sorra abans d'incorporar-la al canal de derivació. L'assut té 15,8 metres de llarg i 2 metres d'altura sobre llit de riu i uns 3 metres sobre fonaments, amb dues comportes de neteja i sobreeixidor de llavi fix. Al cabal recollit per l'assut se li afegeix posteriorment una part de l'aigua turbinada a la central de Cabdella.
L'aigua és conduïda que per un canal soterrat de derivació de 6,881 quilòmetres de longitud. És excavat en roca i el seu cabal màxim és de 7 metres cúbics per segon. Baixa per la vall fins als 1.250 metres d'altitud, i a partir d'aquest punt, proper al poble d'Espui, manté l'altitud al llarg del vessant oriental del Tossal de la Costa fins a arribar al dipòsit regulador previ a la cambra d'aigües.
Sobre el canal hi ha un camí de servei apte per caminar-hi. És la ruta Artur Martorell, nomenada així el 2019 en homenatge al pedagog català que organitzà colònies infantils innovadores entre 1917 i 1919 en aquesta zona.

### Salt

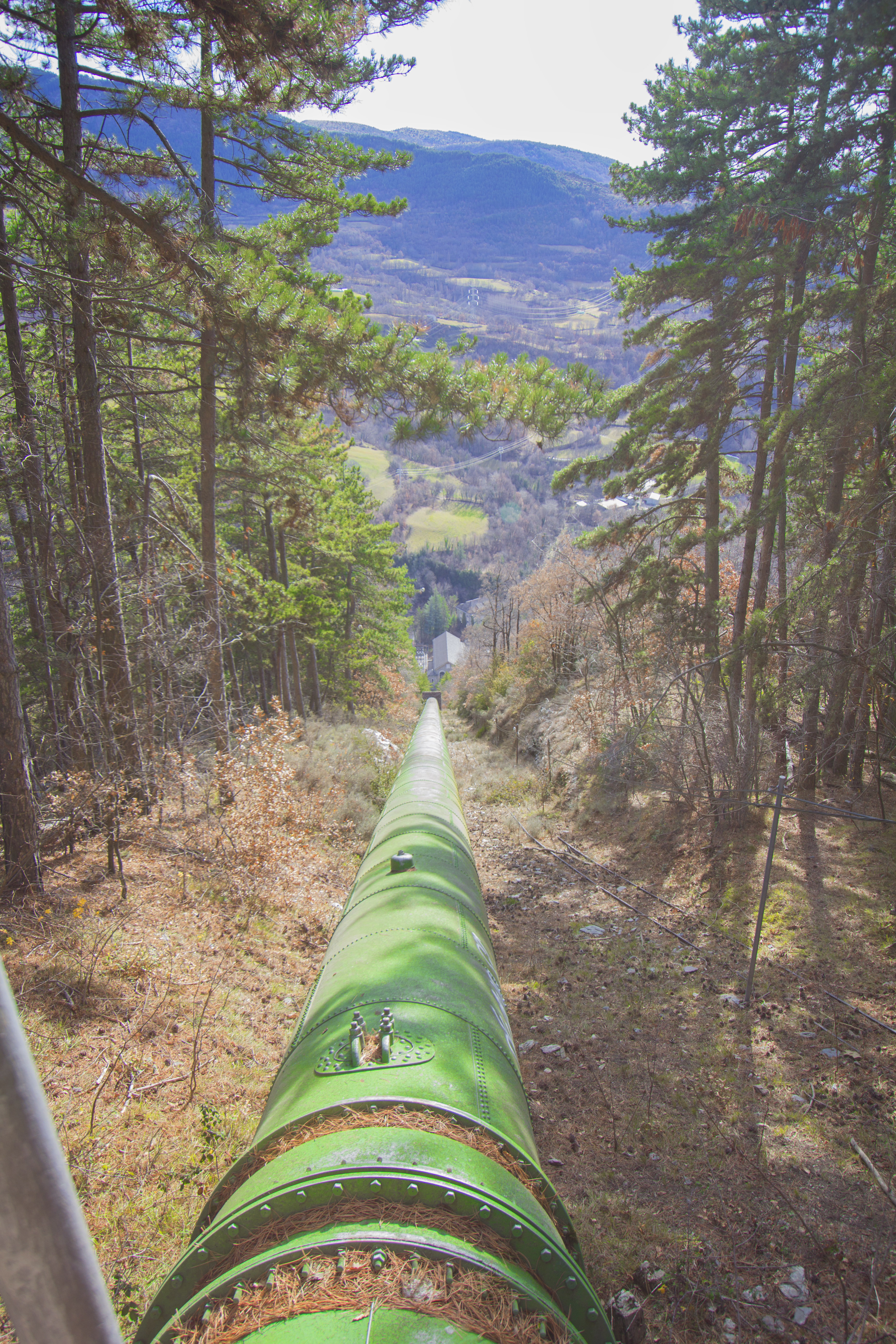
Canonada forçada amb l'edifici principal al fons

La cambra d'aigües té un dipòsit regulador amb una capacitat de 5.800 metres cúbics. Es troba en una altitud de 1.250 metres, i el desnivell vers la central de Molinos és de 270 metres. La canonada forçada que desaigua en les turbines de la central de Molinos té una longitud de 607,09 metres, amb uns diàmetres entre 150 centímetres a l'inici i 130 centímetres al final. Està construïda en acer dolç (Siemens‐Martin). El gruix de la canonada oscil·la entre els 6 mil·límetres a la part superior i els 27 mil·límetres a la part inferior. A l'inici de la canonada forçada hi ha una xemeneia d’aire per evitar el buit atmosfèric en cas de tancament brusc de la vàlvula de regulació situada prèviament.
Per transportar els materials necessaris per a la construcció de la canonada forçada i la cambra d'aigües es va instal·lar un funicular paral·lel a la canonada, dotat d'un motor de 50 CV i que permetia pujar càrregues de fins a 3.500 quilograms.

### Generació
La Central és equipada amb 3 turbines tipus Pelton de dos injectors cadascuna i eix horitzontal fabricades per l'empresa Escher Wyss & Cie, amb una roda de 2.22 metres de diàmetre i 18 àleps en forma de doble cullera, amb una potència de 6.700 CV. La Primera Guerra mundial no va fer possible el subministrament d'alternadors francesos, de forma que aquests van ser comprats als Estats Units, a l'empresa Westinghouse Electric. Cada turbina es va equipar amb un alternador de 6.250 kilowats 6.000 V i 375 revolucions per minut.
Al vessant sud de l'edifici que allotja la sala de turbines hi ha un rellotge de sol amb la inscripció en llatí "Horas non número nisi serenas", només compto les hores amb llum.
Els dos primers grups van posar-se en marxa el mes de maig de 1919, i el tercer ho feu el mes d'agost del mateix any.

### Transformació i transport
Originalment annexa a la central hi havia una estació transformadora de 3 unitats de 7.000 kVA que elevaven la tensió de 6.000 a 96.000 volts. Va ser necessari posar en marxa la nova línia de 80 kv, que enllaçava aquesta central primer amb el coll de Comiols i després amb Biosca, a la comarca de la Segarra, seguint un traçat contigu amb el de la línia general que Energia Elèctrica de Catalunya va estendre el 1913. El 20 d'abril de 1919 la central es connectà a la xarxa elèctrica.

## Resum característiques i producció

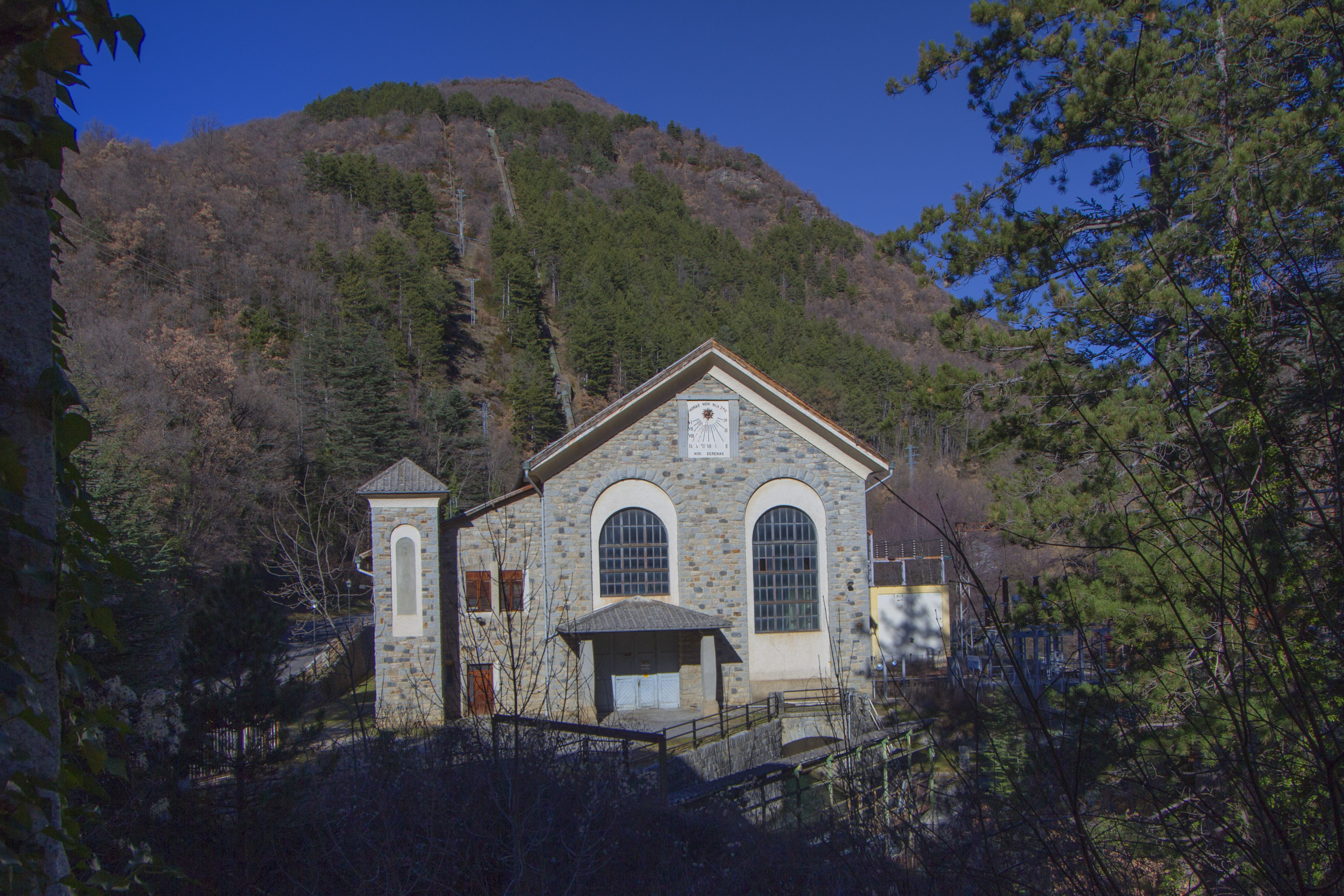
Cara sud de l'edifici principal i canonada forçada

|                               | Central Hidroelèctrica de Molinos  |
| Any posada en marxa           | 1919                               |
| Construïda per                | Energia Elèctrica de Catalunya     |
| Operada per                   | Hidrodata                          |
| Salt                          |                                    |
| Altitud                       | 1.250,00 metres                    |
| Desnivell                     | 270,00 metres                      |
| Longitud canonada forçada     | 607,09 metres                      |
| Cabal d'aigua nominal         | 7 metres cúbics/segon              |
| Sala de màquines              |                                    |
| Altitud                       | 980,00 metres                      |
| Nombre de grups               | 3                                  |
| Turbines per grup             | 1 turbina Pelton d'eix horitzontal |
| Potencia instal·lada per grup | 5,00 MW                            |
| Potència instal·lada total    | 15,00 MW                           |
| Producció mitja total anual   | 17,00 GWh                          |

## Mesura d'eficiència
A partir de les dades de característiques tècniques i producció de cadascuna de les centrals, es poden obtenir indicadors de la seva eficiència.
|                      | Central Hidroelèctrica de Molinos |
| Mesures d'eficiència |                                   |
| Potència mitja anual | 1,94 MW                           |
| Factor de planta     | 0,1293                            |

El factor de planta proporciona un indicador de l'eficiència en la producció d'energia. La tendència en el disseny de les centrals hidroelèctriques és que operin com a plantes per pics o puntes, entrant en operació durant les hores de major demanda d'energia en el sistema elèctric. Per a això cal una gran capacitat instal·lada, atès que durant aquestes hores el sistema elèctric necessita aquesta potència. Un altre factor que afecta molt a aquest indicador és la disponibilitat d'aigua, o la seva estacionalitat. De fet l'aigua la central procedeix de la fusió de neu durant el desgel, així com de les pluges de la primavera i la tardor. El factor de planta de les centrals alimentades per desgel tendeix a estar en una forquilla de valors de 0,25-0,17.

## Objectiu militar
Durant la guerra civil les centrals hidroelèctriques ubicades als Pirineus van ser considerades objectius militars prioritaris a ser destruïts per l'exercit rebel espanyol. Amb la seva inutilització es volia impedir el subministrament elèctric a la industria catalana per dificultar la fabricació d'armament. La central de Molinos fou considerada un objectiu, específicament l'edifici que allotjava els transformadors, encara que no fou bombardejada.

## Revinguda de 1937
Del 26 al 28 d'octubre de 1937 es produïren uns xàfecs excepcionalment intensos que provocaren que rius Garona, Noguera Pallaresa, Segre i principalment el Flamisell revingueren de forma extraordinària i ocasionaren grans danys a les seves valls en general i a les centrals hidroelèctriques en particular. El cabal pel Flamisell en aquestes dates arribà als 300 metres cúbics per segon, quan el màxim assolit en els 20 anys previs havia estat de 60. A La Pobla de Segur el cabal del Flamisell arribà als 730 metres cúbics per segon.
La revinguda causà greus danys a la central de Molinos, demolint la carretera d'accés a la central. Malgrat tot, l'edificació es reconstruí i tornà a produir electricitat.

## Canvis de propietat
La central ha anat passant de propietari al llarg de la seva llarga vida. Construïda per Energia Elèctrica de Catalunya, el 1923 aquesta companyia fou integrada a una filial de la Barcelona Traction, Light and Power, la Unió Elèctrica de Catalunya. El grup de la Barcelona Traction acabà amb una controvertida declaració de fallida el 1948, i posteriorment fou subhastada i acabà al es mans de Forces Elèctriques de Catalunya, SA el 1952.
L'any 1990 FECSA, l'aleshores propietària, vengué el salt i la central de Molinos a la societat BENJAC Hidraulica SA amb el nou nom de Molinos Hidraulica SA per 2.125 milions de pessetes (12.771.498,44 euros del 2019). En l'escriptura de compravenda i documents annexes no hi consta la servitud que la central i les seves ocupacions públiques tenen amb el municipi, i quedant transferit definitivament l'aprofitament l'any 1994. Posteriorment l'any 1999 la central de Molinos fou venuda a Hidrodata.